# Leo Carlsson
Pour les articles homonymes, voir Carlsson.
Leo Carlsson (né le 26 décembre 2004 à Karlstad en Suède) est un joueur professionnel suédois de hockey sur glace. Il évolue au poste d'attaquant.

## Biographie

### Carrière en club
Formé au Färjestad BK, il rejoint les équipes de jeunes du Örebro HK en 2020. En 2021, il commence sa carrière en sénior avec l'Örebro HK dans la SHL. Il est choisi au 1er tour, en 2e position par les Ducks d'Anaheim lors du repêchage d'entrée dans la LNH 2023.

### Dans la ligue nationale
Leo Carlsson commence sa carrière dans la LNH le 20 octobre 2023 contre les Stars de Dallas et récolte son premier but sur une belle mention d'aide de Troy Terry.

### Carrière internationale
Il représente la Suède au niveau international. Il prend part aux sélections jeunes.

## Statistiques

### En club
| Saison    | Équipe          | Ligue |    | Saison régulière | Saison régulière | Saison régulière | Saison régulière | Saison régulière |   | Séries éliminatoires | Séries éliminatoires | Séries éliminatoires | Séries éliminatoires | Séries éliminatoires |
| Saison    | Équipe          | Ligue | PJ | B                | A                | Pts              | Pun              | PJ               | B | A                    | Pts                  | Pun                  |                      |                      |
| 2021-2022 | Örebro HK       | SHL   | 35 | 3                | 6                | 9                | 4                | -                | - | -                    | -                    | -                    |                      |                      |
| 2022-2023 | Örebro HK       | SHL   | 44 | 10               | 15               | 25               | 6                | 13               | 1 | 8                    | 9                    | 4                    |                      |                      |
| 2023-2024 | Ducks d'Anaheim | LNH   | 55 | 12               | 17               | 29               | 16               | -                | - | -                    | -                    | -                    |                      |                      |

### En équipe nationale
| Année | Équipe        | Compétition                          |   | PJ | B | A | Pts | Pun | +/-           |  | Résultat |
| 2022  | Suède -18 ans | Championnat du monde moins de 18 ans | 2 | 2  | 1 | 3 | 0   | 0   | Médaille d'or |  |          |
| 2023  | Suède junior  | Championnat du monde junior          | 7 | 3  | 3 | 6 | 2   | +4  | 4e place      |  |          |
| 2023  | Suède         | Championnat du monde                 | 8 | 3  | 2 | 5 | 0   | +5  | 6e place      |  |          |
| 2025  | Suède         | Confrontation des 4 nations          | 1 | 0  | 0 | 0 | 0   | 0   | 3e place      |  |          |